# Carapa oreophila
Carapa oreophila är en tvåhjärtbladig växtart som beskrevs av Kenfack. Carapa oreophila ingår i släktet Carapa och familjen Meliaceae. Inga underarter finns listade i Catalogue of Life.